# La cruz de piedra
La cruz de piedra (en ucraniano: Камінний хрест) es una película ucraniana de 1968. Dirigida por Leonid Osyka, se basa en los cuentos de Vasyl Stefanyk El ladrón y La cruz de piedra. Originalmente rodada en blanco y negro, la crítica especializada la suele comparar con la obra de Akira Kurosawa. En 2009 se comenzó con la restauración digital de esta cinta. Está incluida entre las 100 mejores películas del cine ucraniano.

## Argumento
En la década de 1890, un campesino de Galitzia desesperado por sacar a su familia de la pobreza decide abandonar su hogar ancestral y emigrar a Canadá. En vísperas de su partida, un ladrón irrumpe en su casa. Los jueces de la aldea sentencian al ladrón a muerte. Como siente que irse a Canadá equivale a su propia muerte, el campesino realiza una reunión de despedida en su casa que se siente como un funeral para su familia y para él mismo. En su propia memoria levanta una cruz de piedra sobre una colina.

## Reparto
- Danilo Ilchenko
- Borislav Brondukov
- Konstantin Stepankov
- Vasil Simcic
- Antonina Lefty
- Ivan Mykolaychuk
- Boris Savchenko
- Katerina Mateiko
- Oleksa Atamanyuk